# Max Pirkis
Max William R. Pirkis (Londen, 6 januari 1989) is een Engelse filmacteur.
Pirkis werd geboren in Londen, Engeland. Zijn vader is een broker en zijn moeder is een uitgever. Hij heeft een oudere zuster, Sarah Pirkis. Hij bezocht Eton College, en begon op school met acteren, en werd gecast als de 13-jaar oude eenarmige adelborst Lord Blakeney in de succesvolle film, Master and Commander: The Far Side of the World. Recentelijk speelde hij Gaius Octavius (de latere keizer Augustus) in de BBC/HBO televisie mini-serie Rome. Tegenwoordig studeert hij theologie aan de Universiteit van Cambridge.
Zijn hobby's zijn cricket en voetbal, en hij speelt viool en saxofoon en hij heeft twee honden.